# Good Girls Revolt
Good Girls Revolt, ou La révolte des bonnes filles au Québec, est une série télévisée américaine en 10 épisodes de 45 à 57 minutes, créée par Dana Calvo et diffusée entre le 5 novembre 2015 et le 28 octobre 2016 sur le service Prime Video.
La série est une adaptation du roman The Good Girls Revolt de Lynn Povich, lui-même inspiré de faits vécus; les femmes du magazine Newsweek dans leurs procès contre leurs employeurs.
En France et en Belgique , la série a été diffusée intégralement le 28 octobre 2016 sur Prime Video. Au Québec, elle a été diffusée entre le 14 août 2018 et le 16 octobre 2018 sur ICI ARTV. Elle reste pour le moment inédite en Suisse.

## Synopsis
La vie d'un hebdomadaire national News of the Week en pleines revendications pour les droits des femmes en 1969.
Les femmes dans la salle de presse sont reléguées à des postes de bas niveau alors qu'elles sont nombreuses à être plus talentueuses et mieux éduquées que leurs homologues masculins. Leurs recherches et leurs écrits ne sont pas reconnus et elles sont moins payées que les hommes.

## Distribution

### Acteurs principaux
- Genevieve Angelson (en) (VF : Marie Tirmont) : Patricia « Patti » Robinson
- Anna Camp (VF : Noémie Orphelin) : Jane Hollander
- Erin Darke (VF : Edwige Lemoine) : Cindy Reston
- Hunter Parrish (VF : Donald Reignoux) : Douglas « Doug » Rhodes
- Chris Diamantopoulos (VF : Guillaume Lebon) : Evan Phinnaeus « Finn » Woodhouse
- Joy Bryant (VF : Ingrid Donnadieu) :  Eleanor Holmes Norton

### Acteurs récurrents
- Jim Belushi (VF : José Luccioni) :  William « Wick » McFadden
- Grace Gummer (VF : Elisabeth Ventura) :  Nora Ephron
- Leah Machelle Cohen  (VF : Flora Kaprielian) :  Vivian
- Daniel Eric Gold (VF : Cédric Dumond) :  Sam Rosenberg
- Teddy Bergman (VF : Bertrand Nadler):  Gabriel « Gabe » Greenstone
- J.P. Manoux (VF : Tugdual Rio) :  JP Crowley
- Michael Graziadei (VF : Damien Boisseau) :  Gregory
- Alexander DiPersia (en) (VF : Yann Peira) :  Noah Benowitz

Version française
- Société de doublage : Deluxe Media Paris
- Direction artistique : Christine Bellier
- Adaptation des dialogues : Laurence Fattelay, David Blin & Abel-Antoine Vial

Source VF : Doublage Série Database

## Production
Le 13 juillet 2015, il est annoncé que Genevieve Angelson et Anna Camp
 viennent de rejoindre la distribution principale d'un pilote pour une série adaptée du roman The Good Girls Revolt et prévue sur le service de vidéo à la demande Prime Video.
Le 17 juillet 2015, elles sont rejoints par Chris Diamantopoulos et Joy Bryant.
Comme avec toutes ses séries, Prime Video diffuse l'épisode pilote avant d'éventuellement commander la série pour tester son succès. L'épisode est donc mis en ligne le 5 novembre 2015 sur le service.
Le 18 décembre 2015, Prime Video annonce la commande d'une saison de neuf épisodes pour la série.
Le 2 décembre 2016, le service annonce l'abandon de la série après une saison, malgré des audiences annoncées satisfaisantes, la série étant le deuxième meilleur démarrage pour une série originale de la plateforme après The Man in the High Castle.
Le 9 novembre 2017, Sony Pictures Television annonce le développement d'une deuxième saison de la série grâce à la mobilisation de l'équipe ainsi que des fans à la suite de la controverse ayant touché Prime Video. La série sera ensuite proposée à plusieurs chaînes et services de streaming, voire à Prime Video, le service ayant changé de direction.

## Épisodes
L'épisode pilote a été diffusée en avant-première le 5 novembre 2015 puis le reste de la série a été mis en ligne intégralement le 28 octobre 2016.
1. Altamont (Pilot)
2. Sous surveillance (The Folo)
3. Visions d'avenir (The Futures)
4. Tensions (Out of Pocket)
5. Nouvelle décennie (The Year-Ender)
6. Luttes (Strikethrough)
7. Happy Birthday (Puff Piece)
8. Je suis là (Exposé)
9. Changer le monde (Dateline)
10. 23 mars (The Newser)

## Autour de la série

### Controverse
Le 12 octobre 2017, le directeur de Amazon Video, Roy Price, est accusé de harcèlement sexuel par Isa Hackett, productrice de la série The Man in the High Castle, diffusée sur le service. Par la suite, plusieurs propos sexistes qu'aurait tenus l'homme refont surface. Roy Price fini par confirmer les accusations et quitte son poste.
À la suite de cela, Anna Camp, l’interprète de Jane Hollander, pointe du doigt le fait que la décision d'annuler la série ait été prise par Roy Price. Le fait que la série ait été un succès d’audiences pousse l'actrice ainsi que plusieurs membres de l'équipe, dont sa créatrice, à penser qu'elle a été une victime de la façon de penser de Roy Price. En effet, la série aborde le sujet du sexisme et du harcèlement sur le lieu de travail, ce dont Roy Price est accusé. 
À la suite de cette controverse, Sony Pictures Television décide en novembre 2017, de relancer le développement d'une deuxième saison pour proposer la série à plusieurs chaînes et services de streaming, voire à Prime Video, le service ayant remplacé Roy Price par Sharon Tal Yguado.